# 假人挑戰
假人挑戰（英語：Mannequin Challenge）為一部網絡爆紅短片，被拍攝者需做出一個定格動作，且要表現與人体模型一樣靜止不動，並由攝影師透過移動鏡頭的技巧進行拍攝，通常影片會使用雷·什里默德的《黑色披頭四》作為背景音樂。知名社交媒體像是推特以及Instagram等使用「#MannequinChallenge」作為主題標籤。這種現象源自於2016年10月12日，位於美國佛羅里達州杰克逊维尔的學生所發想。
但在2013時，已有一位街頭藝術家Silviu Caraba 於街頭表演假人挑戰，且經常與路人一起擺像動作電影一樣的姿勢以拍照。
台灣歌手陳雷於1994年在《歡喜就好》專輯中發行的《心愛的甭哭》歌曲mv，也有運用定格動作的拍攝手法。